# Отти, Винсент
Винсент Отти (англ. Vincent Otti; ок. 1946 года, Атиак, Уганда — ок. 3 ноября 2007) — заместитель Джозефа Кони, лидера Господней армии сопротивления, повстанческой группировки, действующей в северной Уганде и Южном Судане. Ордер на его арест был выдан Международным уголовным судом 8 июля 2005 года. Слухи о его смерти появились в октябре 2007 года, но подтвердились только в январе 2008 года.

## Ранние годы
Отти родился примерно в 1946 году в городе Атиак. Рано лишился родителей. В 1987 году присоединился к Господней армии сопротивления. До этого был владельцем магазина.

## Уголовное преследование
8 июля 2005 года Международным уголовным судом был признан виновным в совершении военных преступлений и преступлений против человечности. Также был выдан ордер на его арест.

## Смерть
Умер 3 ноября 2007 года. 23 января 2008 года Джозеф Кони подтвердил смерть Отти.